# Mas del Llevat
El Mas del Llevat de Reus (Baix Camp) és un edifici noucentista de Domènec Sugranyes protegit com a bé cultural d'interès local i catalogat a l'inventari del patrimoni arquitectònic català

## Descripció
És un edifici aïllat de planta baixa i dos pisos, on les formes modernistes han deixat pas a les del noucentisme. L'estructura, de volum cúbic, té un excel·lent jardí i l'accés principal protegit per un petit rafal d'obra vista. La coberta és de teules vidriades a quatre vessants, recolzada sobre àmplies barbacanes, i les façanes es decoren amb rics esgrafiats que representen garlandes i pèrgoles sobre columnes salomòniques. L'ús d'esgrafiats clars sobre fons fosc és l'únic element decoratiu de l'exterior.
A l'interior del mas hem de destacar els elements decoratius arquitectònics, com les cobertes de volta estrellada, les pintures dels sostres i part del mobiliari original. Cal destacar també la caixa d'escala pel seu cobriment mitjançant voltes d'aresta complexes. Originàriament, a la planta baixa s'hi concentrava la vida diürna, amb el menjador, la sala i la cuina entre d'altres, i a les dues plantes superiors els dormitoris i les estances del servei. És interessant, pel treball del ferro, la magnífica reixa d'entrada a la finca. Aquest projecte és un exemple de l'adopció del nou estil noucentista per part de l'arquitecte.

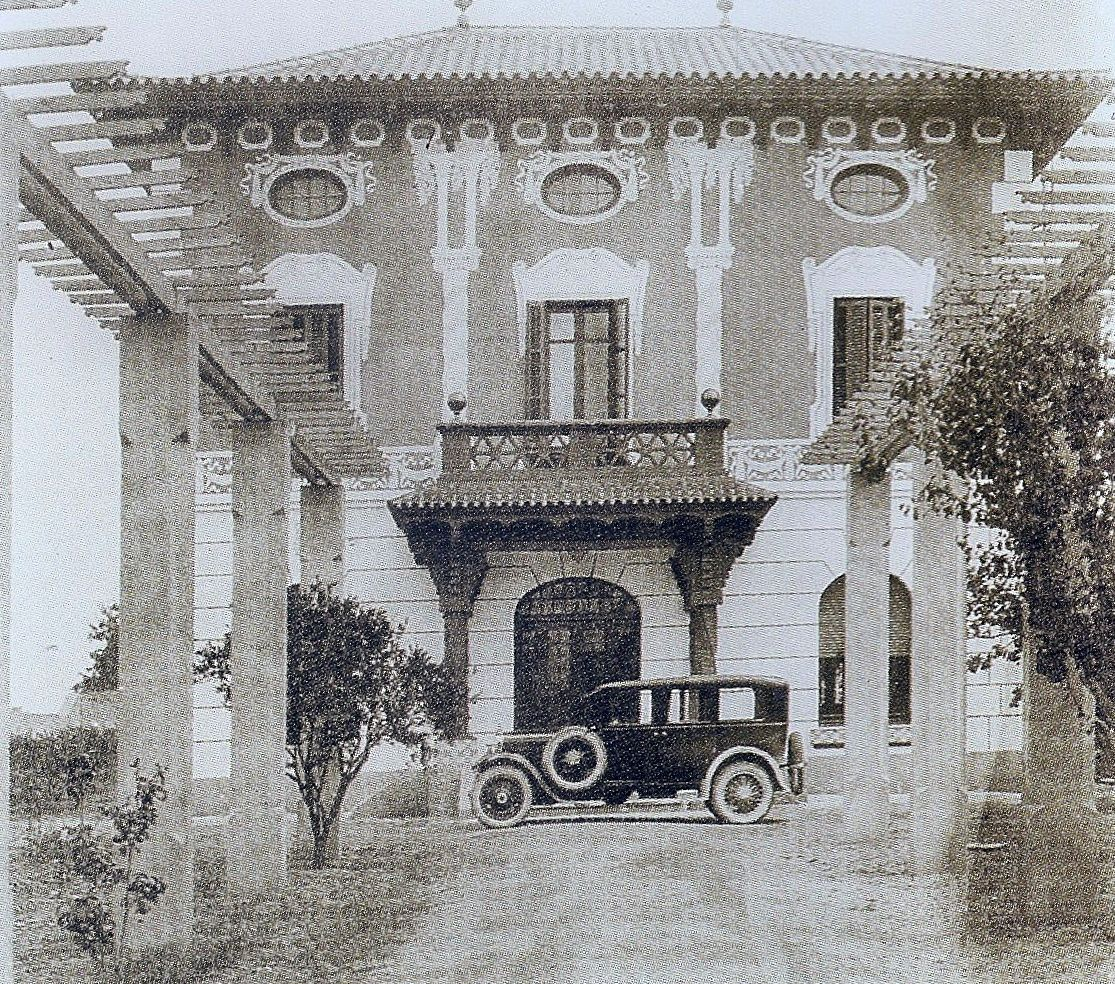
El Mas del Llevat poc després de la construcció

## Història
L'empresari Josep Llevat Sotorra va encarregar a Domènec Sugranyes un mas a la Munta i Baixa (actualment la zona de la plaça de Pompeu Fabra), on es concentraven diversos masos senyorials, dels quals han sobreviscut els de Miarnau, Llevat i Sabater, mentre l'arquitecte construïa el xalet Loperena de Salou, amb el qual comparteix algunes analogies. El mas s'insereix dins el corrent noucentista dels deixebles de Gaudí, de qui Sugranyes va ser marmessor, amic fidel i deixeble. Precisament a l'interior del mas de Llevat, hi reprodueix la peculiar tècnica gaudiniana dels sostres amb combinacions de volta catalana que neixen al porxo de la colònia Güell, i al pòrtic d'entrada del mas, el treball magistral del maó a les columnes que Gaudí va experimentar a les Teresianes de Barcelona. La signatura de Sugranyes en aquesta etapa no és l'herència gaudiniana sinó el domini de l'esgrafiat, que arriba al virtuosisme als apartaments Sol i Mar de Salou.